# Герб Нарви
Герб Нарви (ест. Narva vapp) — офіційний символ естонського міста Нарви, затверджений засіданням міської ради 24 липня 1992 року.
У своєму сучасному вигляді нарвський герб відповідає історичному гербу міста.

## Опис
У синьому полі дві срібні рибини харіуси, розташовані одна над одною, з яких верхня звернена праворуч, а нижня — ліворуч. Над рибами зображений меч, скерований вістрям ліворуч, а під ними — шабля, спрямована в тому ж напрямку, що і меч. У верхніх кутах та внизу три срібні кулі, що символізують артилерійські ядра.

## Історія
Герб міста відомий ще з печаток 1385 року, на яких зображено рибу під королівською короною. Шведський король Юган ІІІ 22 липня 1585 року надав Нарві низку привілеїв, зокрема розширив зміст герба, який зберігся досі.